# Gratistidning

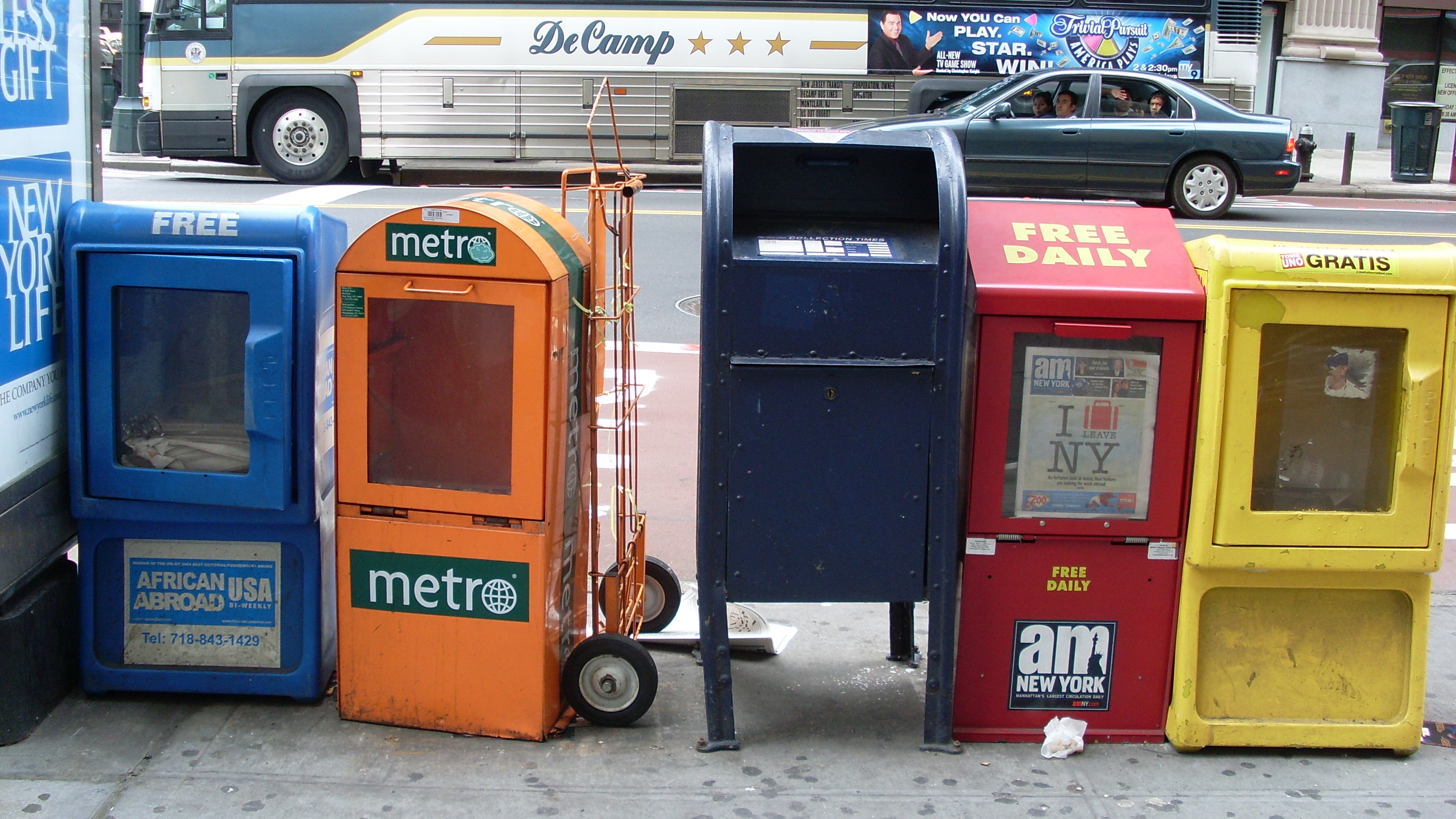
Tidningsställ med gratistidningar i USA.

Gratistidning är en publikation som är gratis. Läsaren betalar alltså inget lösnummer- eller prenumerantpris för tidningen, utan denna finansieras av reklamintäkter. Gratistidningarna kan vara i form av såväl dagstidningar som tidskrifter. De sistnämnda brukar dock ofta kallas gratismagasin.
Gratistidningarna kan indelas i trafik-, ställ- och hemdistribuerade.

## Sverige

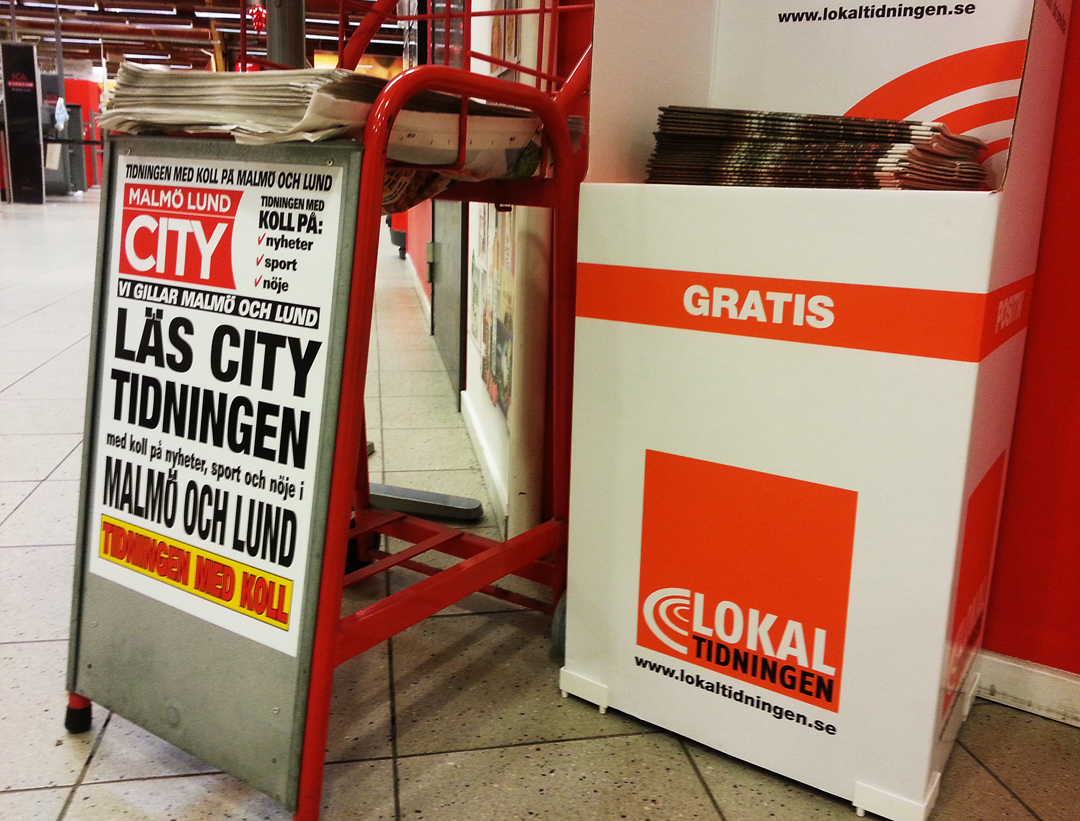
Gratistidningar som distribueras i ställ.

Hemdistribuerade gratistidningar är vanligast i Sverige, och finns i de flesta av landets kommuner med en sammanlagd upplaga som når hem till ca 3,5 miljoner hushåll. Gratistidningarnas förening (GTF)som är den branschorganisation som samlar branschen kategoriserar Gratistidningar i två grupperingar. 1. "Lokala nyhetstidningar" där tidningen ges ut veckovis och har en tydlig nyhetsprofil. 2. "Allmänna lokala tidningar och magasin" där lokala tidningar med lägre frekvens samlas. Gratistidningen är i många fall det enda lokala skrivna mediet på många orter och stadsdelar och har kommit att fylla det tomrum som nedläggningen av redaktioner på prenumererade lokaltidningar medförde.
Trafikdistribuerade gratistidningar har distribution genom ställ och kolportörer i kollektivtrafiken samt ställ på allmänna platser.
Till trafikdistribuerade gratistidningar hör bland annat rikstäckande Metro och före detta Stockholm City. I Skåne fanns fem lokala City-editioner: City Malmö, City Lund, City Helsingborg, City Landskrona, City Kristianstad. Samtliga Cityeditioner hade lagt ner före utgången av 2015. Tidigare fanns även tidningarna Punkt SE, 18 minuter och City Göteborg (den senare en Göteborgsvariant av Stockholm City), men dessa tvingades lägga ner på grund av bristande lönsamhet.

Utanför storstäderna finns Extra Östergötland. Tidigare fanns Xtra Helsingborg, men den har numera övergått till namnet City Helsingborg.
Bland de gratistidningar som verkat längst i Sverige finns AlingsåsKuriren, som startade sin verksamhet 1969, och som sedan 2009 kommer ut två dagar i veckan. 2011 startade företaget också gratisutdelad tidning i Borås och Bollebygd.
Ställdistribuerade gratistidningar, ofta med nöjesinriktning, sprids via ställ i köpcentrum, butiker och restauranger. Exempel på en ställdistribuerad gratistidning är Nolltretton i Linköping.

### Hur man undviker att få gratistidningar med posten
För tidningar gäller tryckfrihets- och yttrandefrihetsförordningen. Enligt SWEDMA går det inte att begränsa en gratistidnings spridning.
För att undvika att få gratistidningar med posten behöver man sätta en lapp med texten ”Nej tack till gratistidningar” eller ”Inga gratistidningar, tack” på brevlådan och/eller tidningshållaren. Vill man varken få gratistidningar eller oadresserad reklam kan man exempelvis sätta upp en skylt på brevlådan med texten "Nej tack till reklam och gratistidningar" eller "Reklam och gratistidningar, nej tack.". Man kan inte välja att enbart få vissa gratistidningar. Samhällsinformation (från till exempel kommun och landsting) går inte att frånsäga sig.